# OnePlus X
OnePlus X(ワンプラス エックス)は、中国のOnePlusによって開発された、第4世代移動通信システム対応のSIMフリーAndroidスマートフォンである。
OnePlus Xには、3つのエディションがあり、Onyx（オニキス - ブラック）、Champagne (シャンパン - ホワイト)、そして陶磁器で作られた最上級モデルのCeramic (セラミック)のラインナップがある。